# Apure (staat)
Apure is een deelstaat van Venezuela. De gouverneur is Eduardo Piñate. De hoofdstad is San Fernando.

## Bestuurlijke indeling
Apure bestaat uit zeven gemeenten:
| Nr. | Gemeente        | Inwoners | Hoofdplaats           | Inwoners |
| --- | --------------- | -------- | --------------------- | -------- |
| 1   | Achaguas        | 75.004   | Achaguas              | 42.983   |
| 2   | Biruaca         | 82.498   | Biruaca               | 63.743   |
| 3   | Muñoz           | 34.321   | Bruzual               | 7.914    |
| 4   | Páez            | 129.922  | Guasdualito           | 71.661   |
| 5   | Pedro Camejo    | 36.138   | San Juan de Payara    | 13.969   |
| 6   | Rómulo Gallegos | 27.452   | Elorza                | 26.596   |
| 7   | San Fernando    | 249.642  | San Fernando de Apure | 178.517  |

| Detailkaart                                                   |
| ------------------------------------------------------------- |
| Colombia Táchira Mérida Barinas Guárico Bolívar 1 2 3 4 5 6 7 |
| Gemeenten                                                     |